# Resolució 100 del Consell de Seguretat de les Nacions Unides
La Resolució 100 del Consell de Seguretat de les Nacions Unides, aprovada per unanimitat el 27 d'octubre de 1953, després de rebre un informe del Cap de Gabinet de l'Organisme de les Nacions Unides per la Vigilància de la Treva a Palestina, el Consell considerava desitjable que se suspengués el treball a la zona desmilitaritzada. El Consell també va dir que es basa en el cap de l'Estat Major del TSO per informar-lo sobre el compliment d'aquesta empresa